# Sauzon
Sauzon [sozɔ̃] est une commune française, située sur l'île de Belle-Île-en-Mer dans le département du Morbihan en région Bretagne.

## Géographie
| Océan Atlantique | Océan Atlantique | Océan Atlantique |
| Océan Atlantique | Sauzon           | Le Palais        |
| Océan Atlantique | Bangor           |                  |

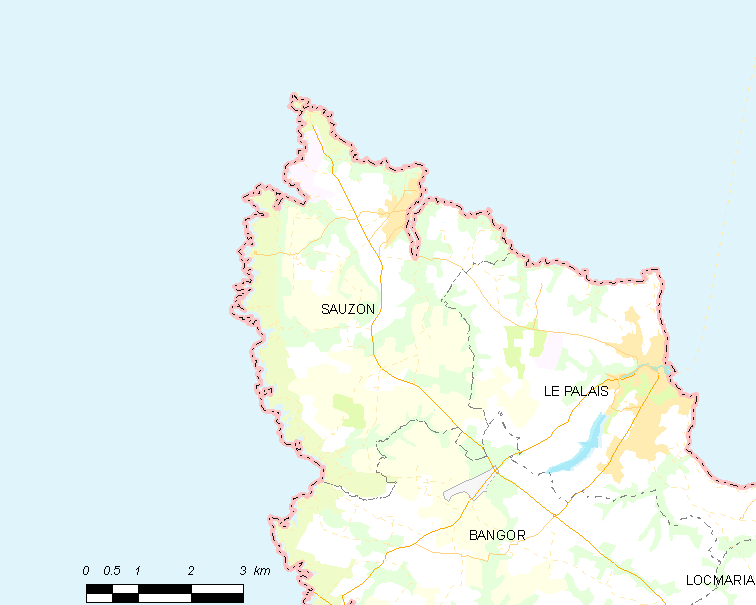

Sauzon est une des quatre communes de l'île dont le territoire s'étend sur la partie ouest de celle-ci. Le bourg chef-lieu est principalement bâti sur la rive gauche de l'estuaire de la rivière de Sauzon qui débouche sur la côte nord de l'île. Cette anse, aménagée en un petit port de pêche et de plaisance (surnommé « le port fleuri »), est dotée d'une forme de rade, prolongeant l'estuaire, assez confortable pour le mouillage, et entourée de verdure. Une agréable promenade, partant du port, permet de faire le tour de la pointe du Cardinal et offre des vues tour à tour sur l'entrée du port, la pointe de Taillefer, la presqu'île de Quiberon et la pointe des Poulains.
| - Carte topographique de la commune de Sauzon. |

### Hydrographie
Pour un article plus général, voir Réseau hydrographique du Morbihan.
La commune est située dans le bassin Loire-Bretagne. Elle est drainée par divers petits cours d'eau,.

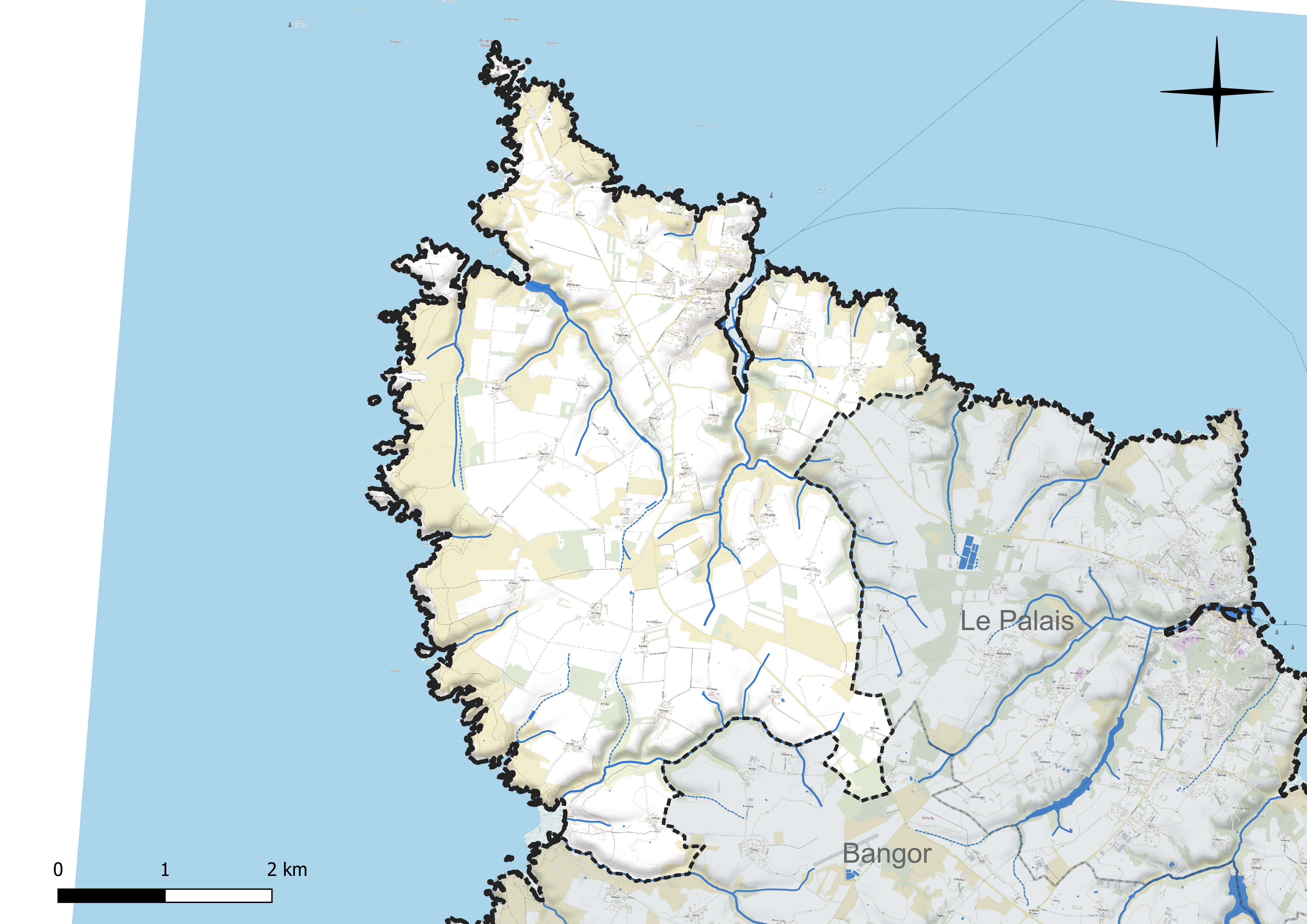
Réseau hydrographique de Sauzon.

### Climat
Pour des articles plus généraux, voir Climat de la Bretagne et Climat du Morbihan.
En 2010, le climat de la commune est de type climat océanique franc, selon une étude du CNRS s'appuyant sur une série de données couvrant la période 1971-2000. En 2020, Météo-France publie une typologie des climats de la France métropolitaine dans laquelle la commune est exposée à un climat océanique et est dans la région climatique  Bretagne orientale et méridionale, Pays nantais, Vendée, caractérisée par une faible pluviométrie en été et une bonne insolation. Parallèlement l'observatoire de l'environnement en Bretagne publie en 2020 un zonage climatique de la région Bretagne, s'appuyant sur des données de Météo-France de 2009. La commune est, selon ce zonage, dans la zone « Littoral doux », exposée à un climat venté avec des étés cléments.  
Pour la période 1971-2000, la température annuelle moyenne est de 12,3 °C, avec une amplitude thermique annuelle de 11,5 °C. Le cumul annuel moyen de précipitations est de 778 mm, avec 13,5 jours de précipitations en janvier et 6,3 jours en juillet. Pour la période 1991-2020, la température moyenne annuelle observée sur la station météorologique la plus proche, située sur la commune de Bangor à 7 km à vol d'oiseau, est de 13,0 °C et le cumul annuel moyen de précipitations est de 680,8 mm,. Pour l'avenir, les paramètres climatiques de la commune estimés pour 2050 selon différents scénarios d’émission de gaz à effet de serre sont consultables sur un site dédié publié par Météo-France en novembre 2022.

## Urbanisme

### Typologie
Au 1er janvier 2024, Sauzon est catégorisée commune rurale à habitat dispersé, selon la nouvelle grille communale de densité à sept niveaux définie par l'Insee en 2022.
Elle est située hors unité urbaine et hors attraction des villes,.
La commune, bordée par l'océan Atlantique, est également une commune littorale au sens de la loi du 3 janvier 1986, dite loi littoral. Des dispositions spécifiques d’urbanisme s’y appliquent dès lors afin de préserver les espaces naturels, les sites, les paysages et l’équilibre écologique du littoral, tel le principe d'inconstructibilité, en dehors des espaces urbanisés, sur la bande littorale des 100 mètres, ou plus si le plan local d’urbanisme le prévoit.

### Occupation des sols

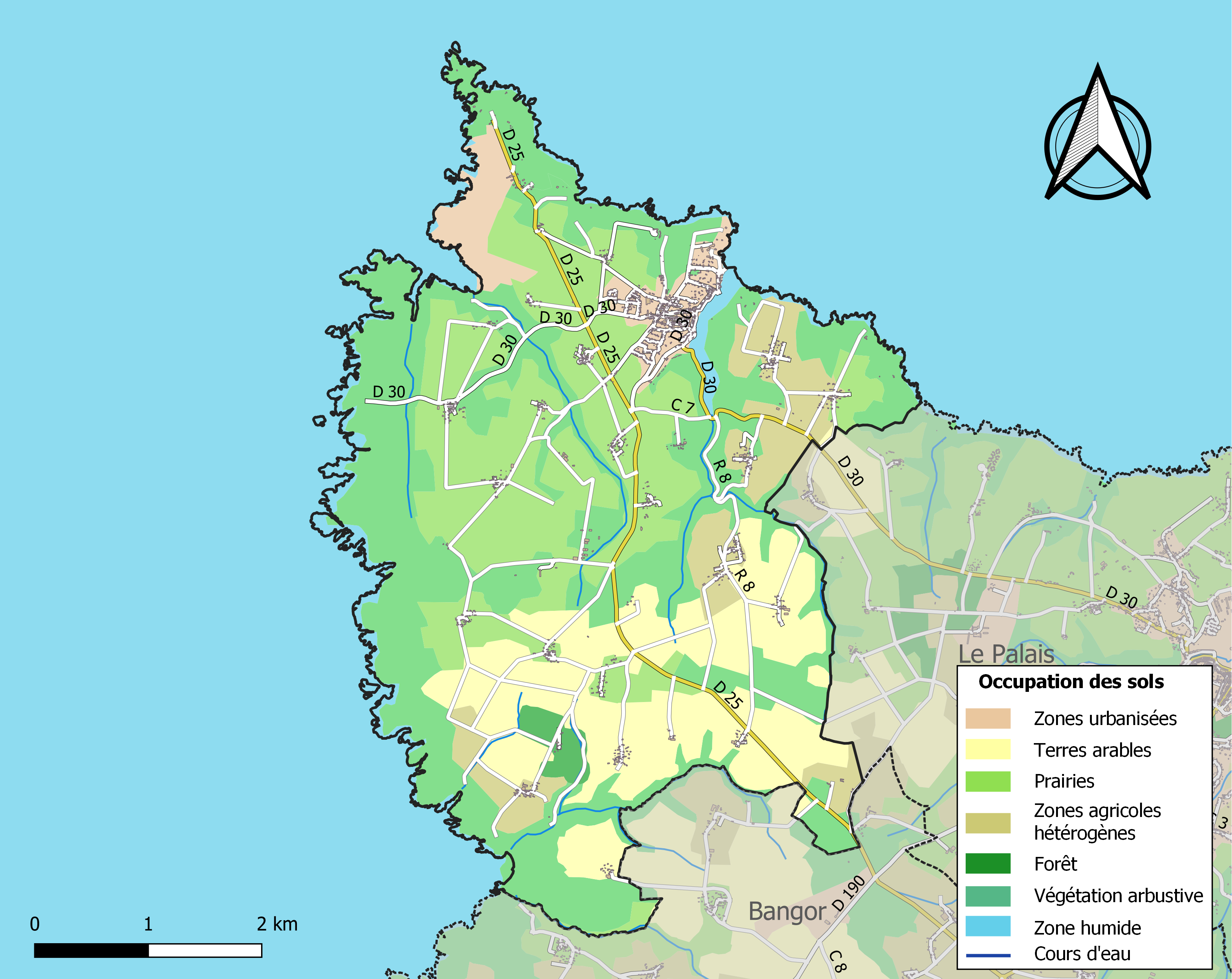
Carte des infrastructures et de l'occupation des sols de la commune en 2018 (CLC).

Le tableau ci-dessous présente l' occupation des sols de la commune en 2018, telle qu'elle ressort de la base de données européenne d’occupation biophysique des sols Corine Land Cover (CLC).
| Type d’occupation                             | Pourcentage | Superficie (en hectares) |
| --------------------------------------------- | ----------- | ------------------------ |
| Tissu urbain discontinu                       | 2,7 %       | 62                       |
| Équipements sportifs et de loisirs            | 2,3 %       | 53                       |
| Terres arables hors périmètres d'irrigation   | 19,2 %      | 436                      |
| Prairies et autres surfaces toujours en herbe | 25,9 %      | 586                      |
| Systèmes culturaux et parcellaires complexes  | 7,9 %       | 180                      |
| Forêts de conifères                           | 1,1 %       | 26                       |
| Pelouses et pâturages naturels                | 1,9 %       | 44                       |
| Landes et broussailles                        | 36,0 %      | 816                      |
| Mers et océans                                | 2,7 %       | 62                       |
| Source : Corine Land Cover                    |             |                          |

## Toponymie
Sauzon vient du breton Saozon qui est la forme pluriel de Sauz (en dialecte vannetais) ou de saoz (en dialecte cornouaillais) qui signifie : « Saxon ». En effet, dès la fin du IIIe siècle, les pirates saxons firent de Sauzon une base opérationnelle à partir de laquelle ils allaient piller les côtes continentales.

## Histoire
Le port, bien défendu des vents dominants, permet déjà aux bâtiments vénètes de s'abriter. Puis, à la suite du déclin de l'Empire romain d'Occident, les pillards saxons font de Sauzon leur repaire, depuis lequel ils lancent des expéditions sur les côtes. Ils y resteront pendant deux siècles. Les Bretons insulaires, chassés de leur île, vinrent s'installer à leur tour à Sauzon au Ve siècle, vivant de la pêche et de l'agriculture.
La paroisse de Sauzon est créée en 1708.
En 1831, le roi Louis-Philippe accorde les crédits nécessaires à l'aménagement du port. En son honneur la commune de Sauzon est rebaptisée Port-Philippe. Mais ce vocable ne fut jamais réellement adopté par la population si bien que la commune reprit son nom originel le 10 avril 1895.
À partir de 1843, trois conserveries de poissons s'installent sur la commune qui connait alors un fort développement urbain, notamment avec la construction ou la rénovation des maisons situées le long du quai, lesquelles se caractérisent par leur structure à deux étages.

## Politique et administration
| Période                                  | Période                      | Identité           | Étiquette | Qualité                                                                           |
| ---------------------------------------- | ---------------------------- | ------------------ | --------- | --------------------------------------------------------------------------------- |
| Les données manquantes sont à compléter. |                              |                    |           |                                                                                   |
| mai 1925                                 | novembre 1932                | Pierre Baudet      |           |                                                                                   |
| novembre 1932                            | mai 1935                     | Eugène Lucas       |           |                                                                                   |
| mai 1935                                 | août 1938                    | Jean-Pierre Gallen |           |                                                                                   |
| août 1938                                | octobre 1945                 | Célestin Garec     |           |                                                                                   |
| octobre 1945                             | avril 1953                   | Joseph Naudin      |           |                                                                                   |
| avril 1953                               | juin 1960                    | François Huel      |           |                                                                                   |
| juin 1960                                | 2 décembre 1982 (décès)      | Joseph Naudin      |           |                                                                                   |
| 13 janvier 1983                          | 25 juin 1995                 | Daniel Le Molaire  | DVD       | Secrétaire général du SIVOM de Belle-Île                                          |
| 25 juin 1995                             | 21 mars 2008                 | Ronan Juhel        | DVG       | Capitaine de la Marine marchande Vice-président de la CCBI (1995 → 2008)          |
| 21 mars 2008                             | 3 juillet 2020               | Norbert Naudin     |           | Professeur de collège Vice-président de la CCBI (2008 → 2020)                     |
| 3 juillet 2020                           | En cours (au 5 juillet 2020) | Ronan Juhel        | DVG       | Capitaine de la Marine marchande retraité 1er vice-président de la CCBI (2020 → ) |

## Démographie
| 1793  | 1800  | 1806  | 1821  | 1831  | 1836  | 1841  | 1846  | 1851  |
| ----- | ----- | ----- | ----- | ----- | ----- | ----- | ----- | ----- |
| 1 133 | 1 203 | 1 341 | 1 237 | 1 454 | 1 544 | 1 506 | 1 469 | 1 490 |

| 1856  | 1861  | 1866  | 1872  | 1876  | 1881  | 1886  | 1891  | 1896  |
| ----- | ----- | ----- | ----- | ----- | ----- | ----- | ----- | ----- |
| 1 496 | 1 595 | 1 604 | 1 634 | 1 584 | 1 634 | 1 704 | 1 689 | 1 643 |

| 1901  | 1906  | 1911  | 1921  | 1926  | 1931  | 1936 | 1946 | 1954 |
| ----- | ----- | ----- | ----- | ----- | ----- | ---- | ---- | ---- |
| 1 650 | 1 628 | 1 514 | 1 277 | 1 203 | 1 153 | 952  | 819  | 778  |

| 1962 | 1968 | 1975 | 1982 | 1990 | 1999 | 2006 | 2011 | 2016 |
| ---- | ---- | ---- | ---- | ---- | ---- | ---- | ---- | ---- |
| 707  | 621  | 566  | 563  | 701  | 835  | 860  | 908  | 981  |

| 2021  | 2022  | - | - | - | - | - | - | - |
| ----- | ----- | - | - | - | - | - | - | - |
| 1 027 | 1 043 | - | - | - | - | - | - | - |

## Lieux et monuments
- Menhirs Jean et Jeanne de Kerledan (deux menhirs du Néolithique, taillés dans de grands blocs de micaschiste local).
- Château de Penhoët  (détruit durant la Seconde Guerre mondiale). Anciennement acquis par l'actrice Sarah Bernhardt avec le fort Sarah-Bernhardt avec l'ensemble d'un domaine de 46 hectares situé sur la pointe des Poulains (les Poulains : Poul Awen en breton, qui veut dire « Le trou aux eaux tumultueuses »).
- Église Saint-Nicolas.
- Manoir de Crawford
- Phare des Poulains
- Dunes de Donnant
- Golf de Belle-Île-en-Mer

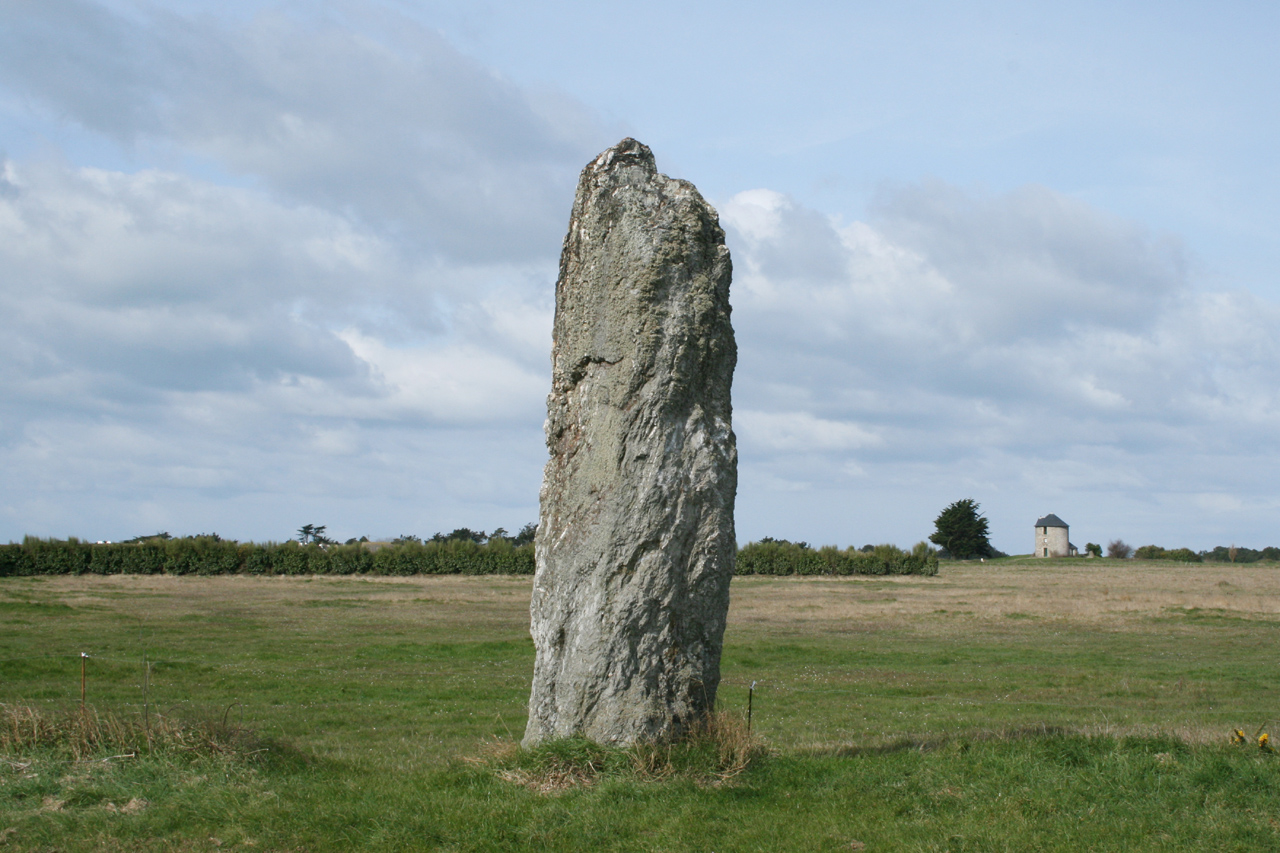
Menhir Jean
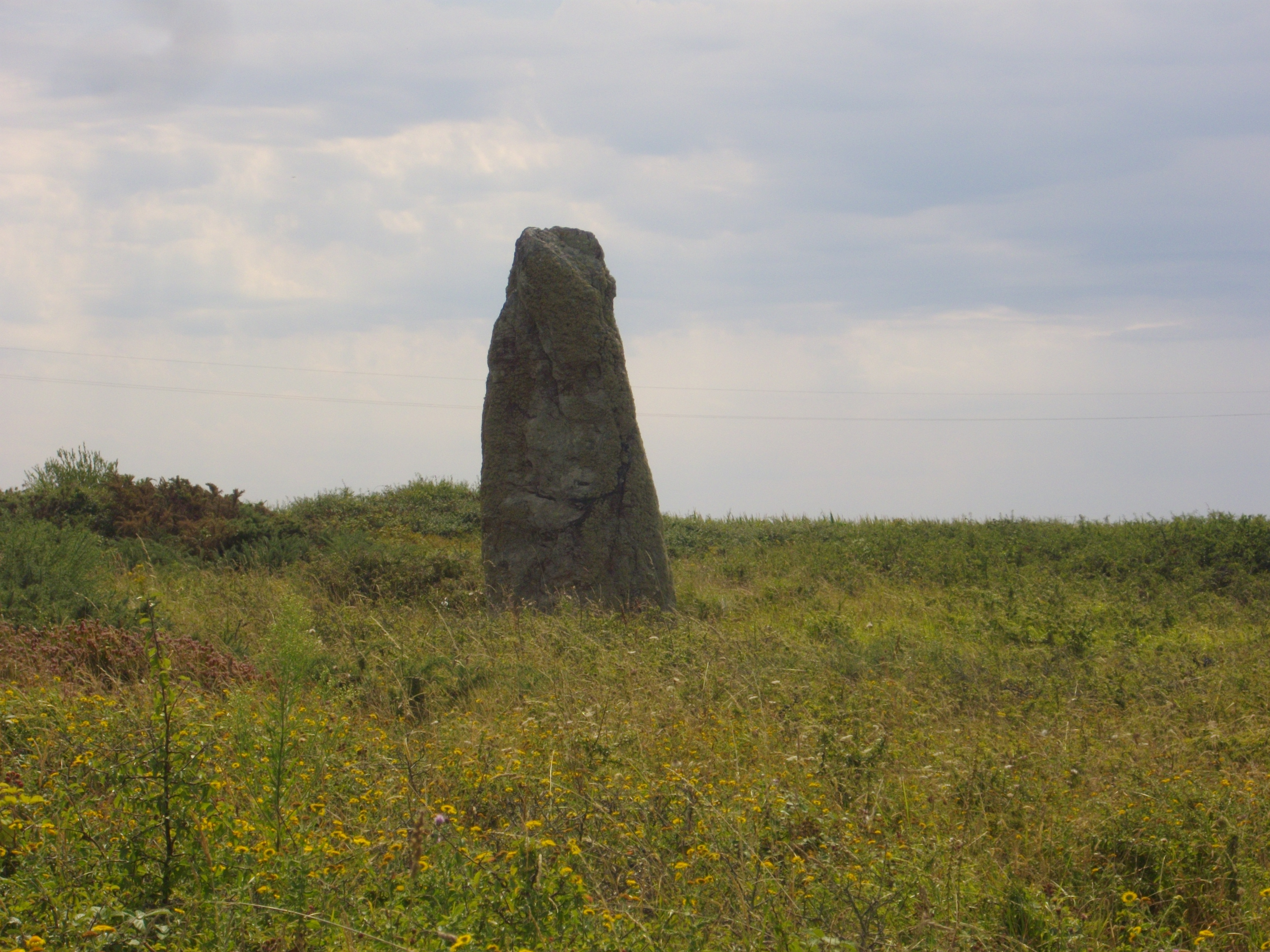
et menhir Jeanne.
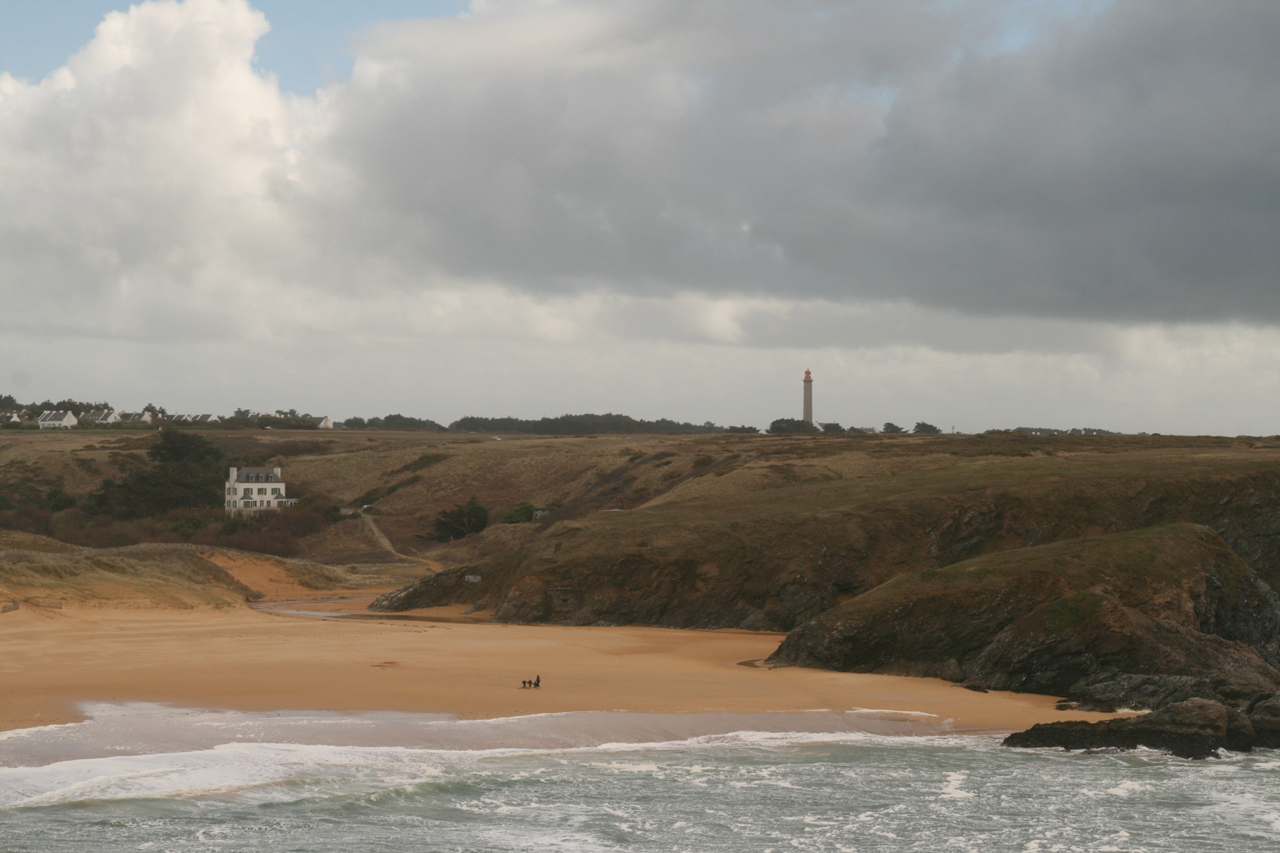
Plage et dunes de Donnant
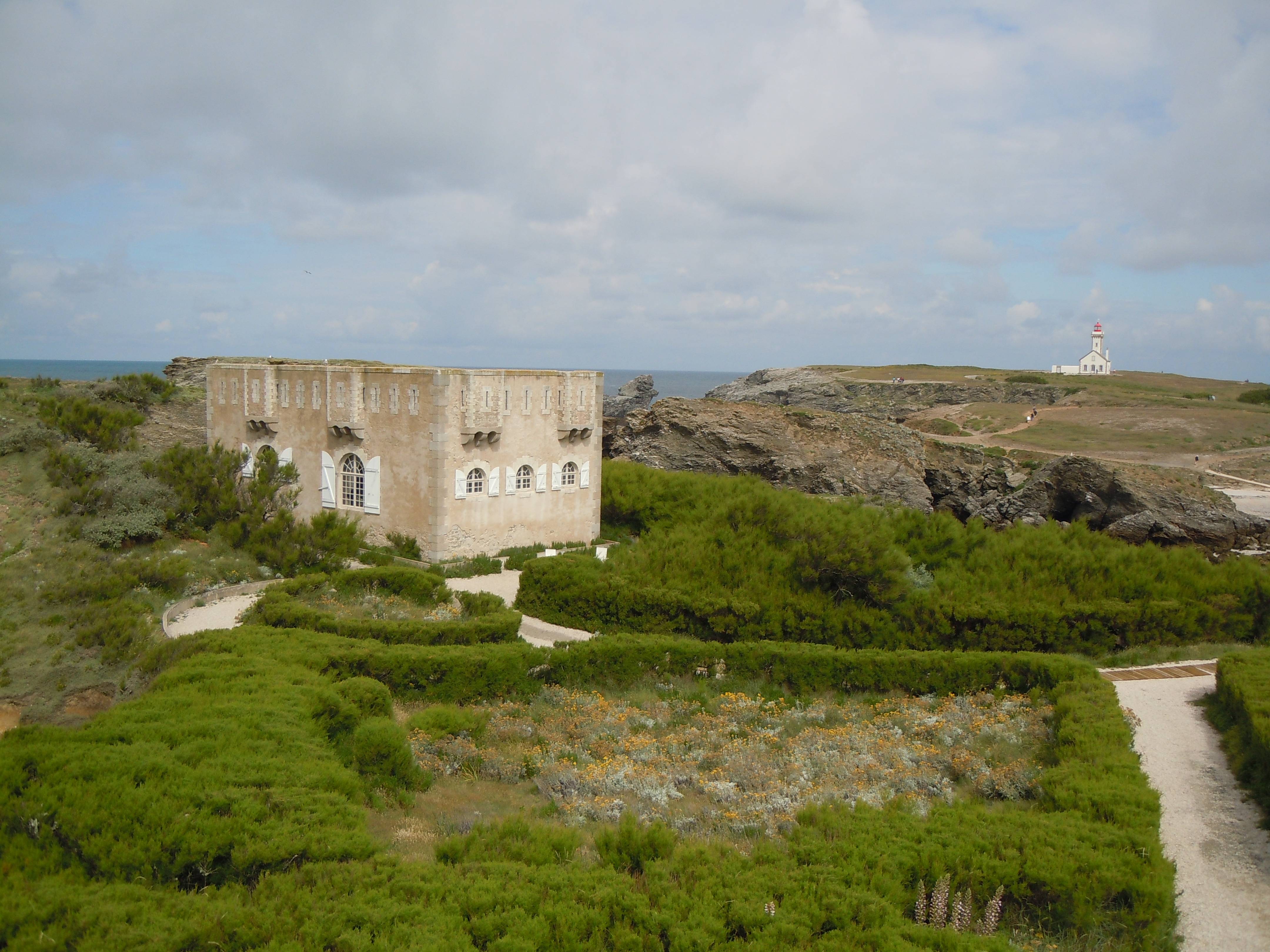
Fort Sarah-Bernhardt et phare des Poulains
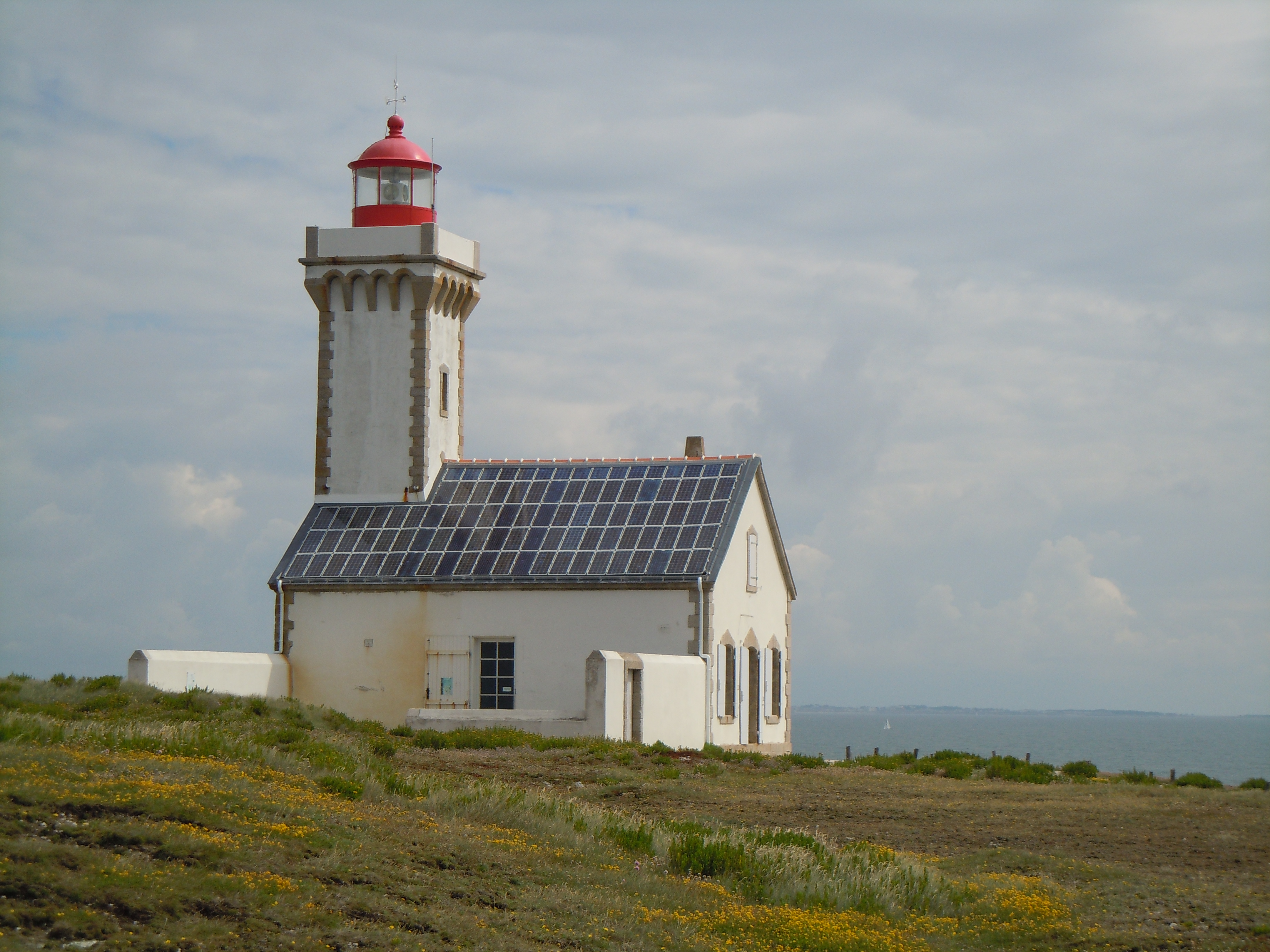
Phare des Poulains
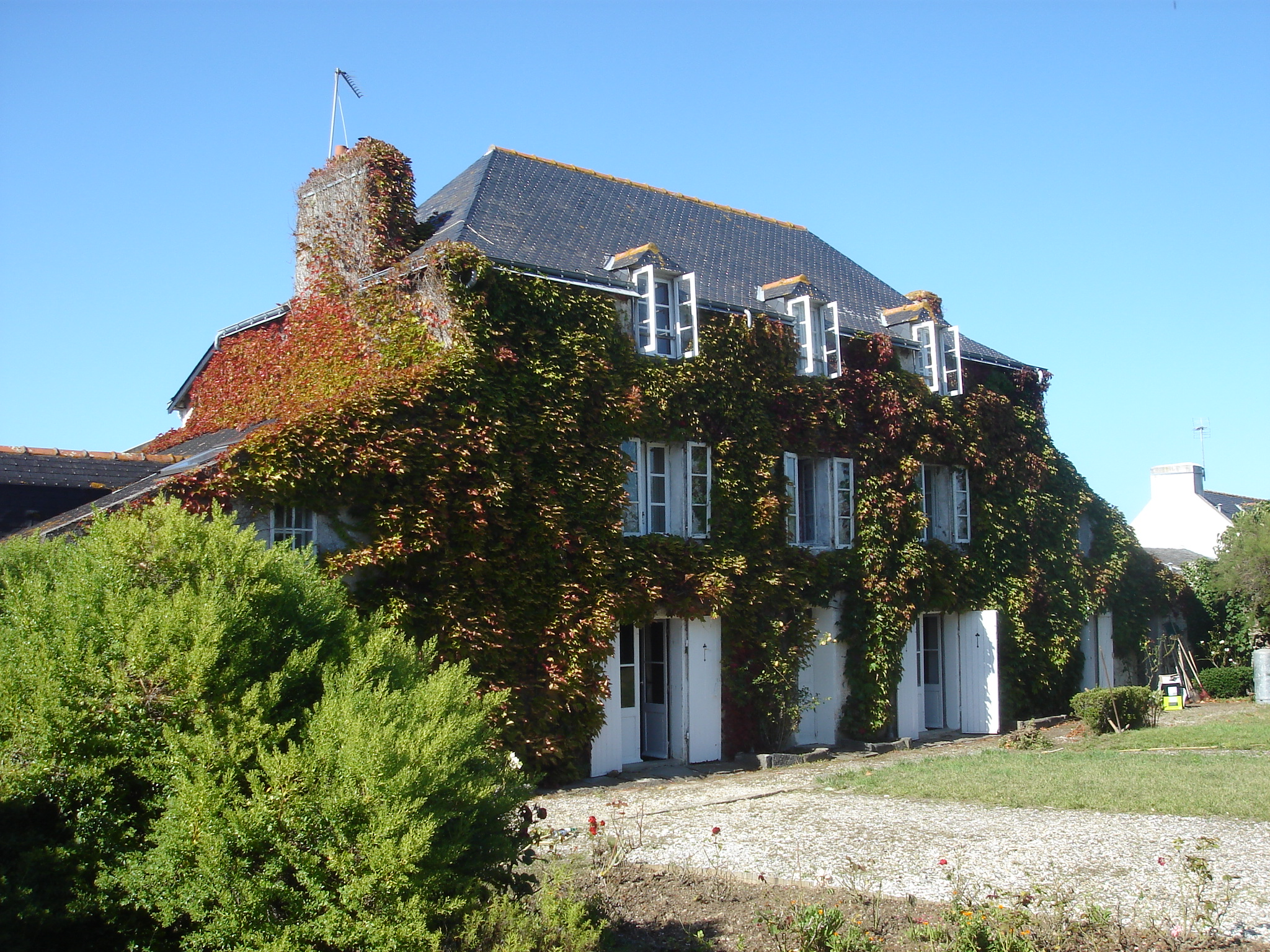
Manoir de Crawford

## Personnalités liées à la commune
L'une des personnalités les plus célèbres ayant vécu à Sauzon fut l'actrice Sarah Bernhardt (1844-1923). Conquise par le décor naturel de la pointe des Poulains située à l'extrémité nord-ouest de l'île, l'actrice y achète le fort Sarah-Bernhardt où elle réside régulièrement à partir de 1894. Autour du fortin désaffecté qu'elle fait rénover et aménager, elle fit bâtir plusieurs villas (villa Lysiane, villa des Cinq Parties du Monde) et fit aménager le domaine alentour de 46 hectares en un ensemble de jardins s'intégrant dans la scénographie naturelle du lieu. Le site acquis par le Conservatoire du littoral est depuis avril 2007 dédié à un musée consacré à l'actrice ainsi qu'à l'histoire et à la préservation du lieu, et le domaine est en grande partie transformé depuis 1984 en golf de Belle-Île-en-Mer.
L'actrice Arletty (1898-1992) y possédait une petite maison de pêcheur, ou elle séjourne de 1947 à 1974, à deux pas des plages du Donnant.
Le cinéaste Philippe de Broca (1933-2004) y est inhumé.

## Galerie de photos

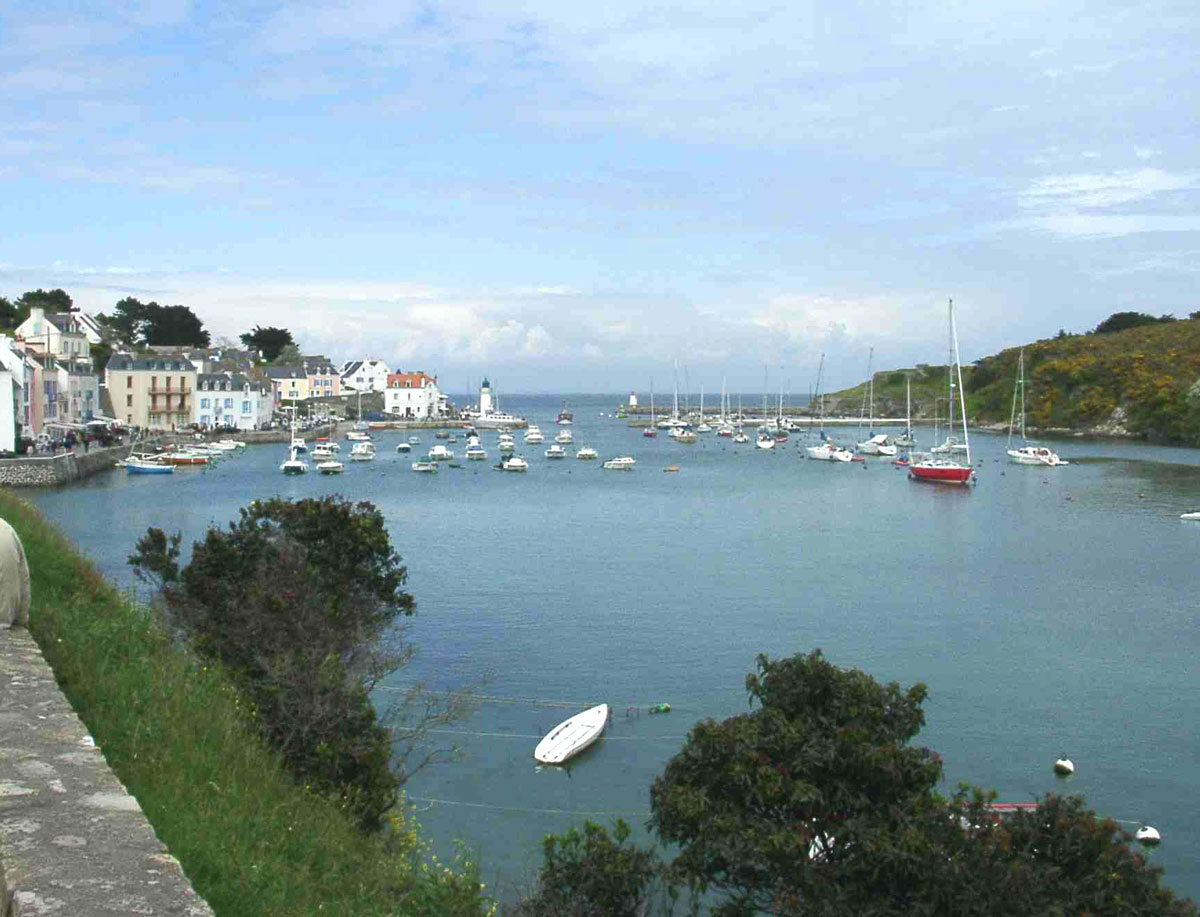
Sauzon vu de la route D30.
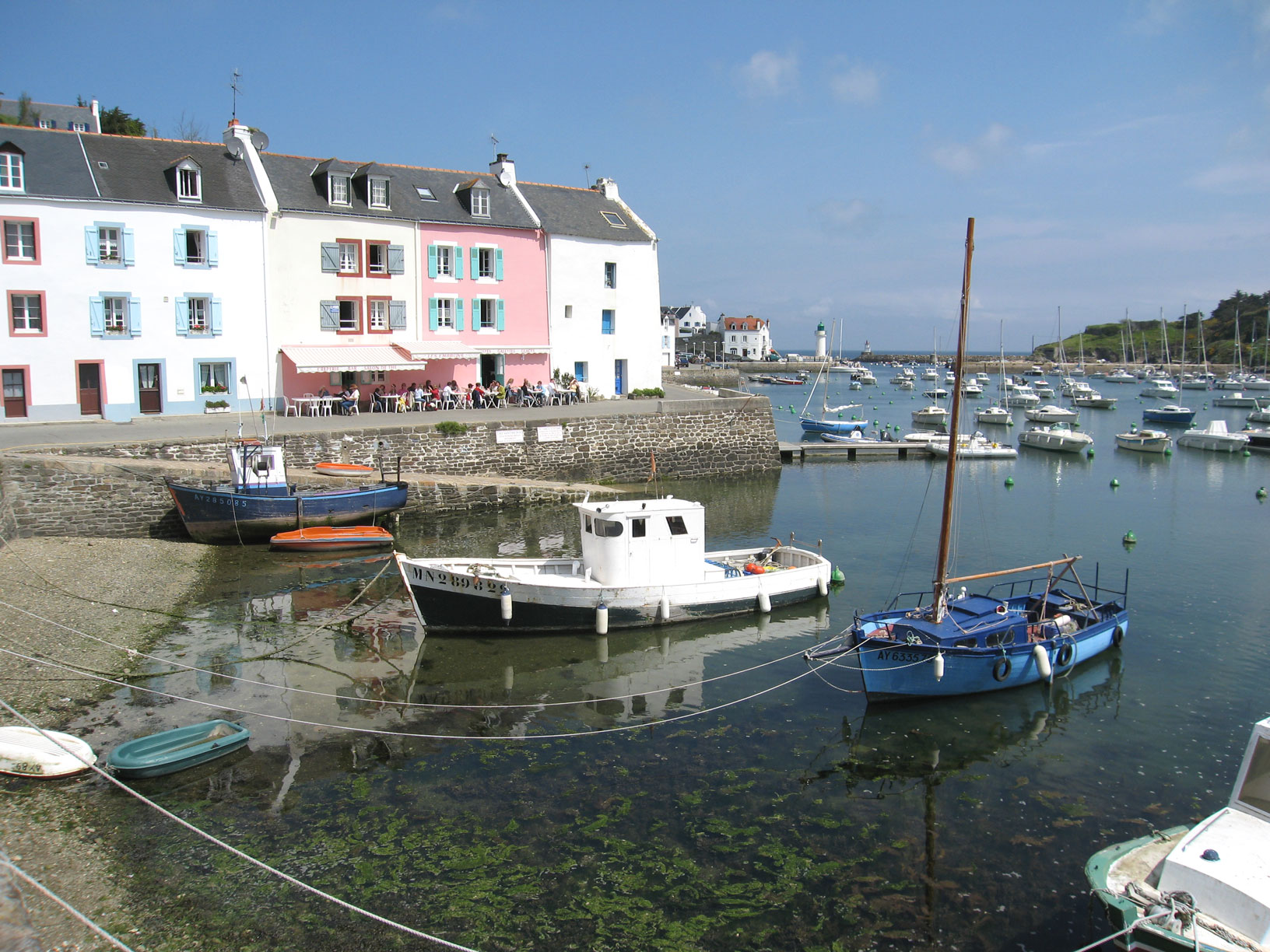
Vue du Port de Sauzon et du quai Joseph Naudin.
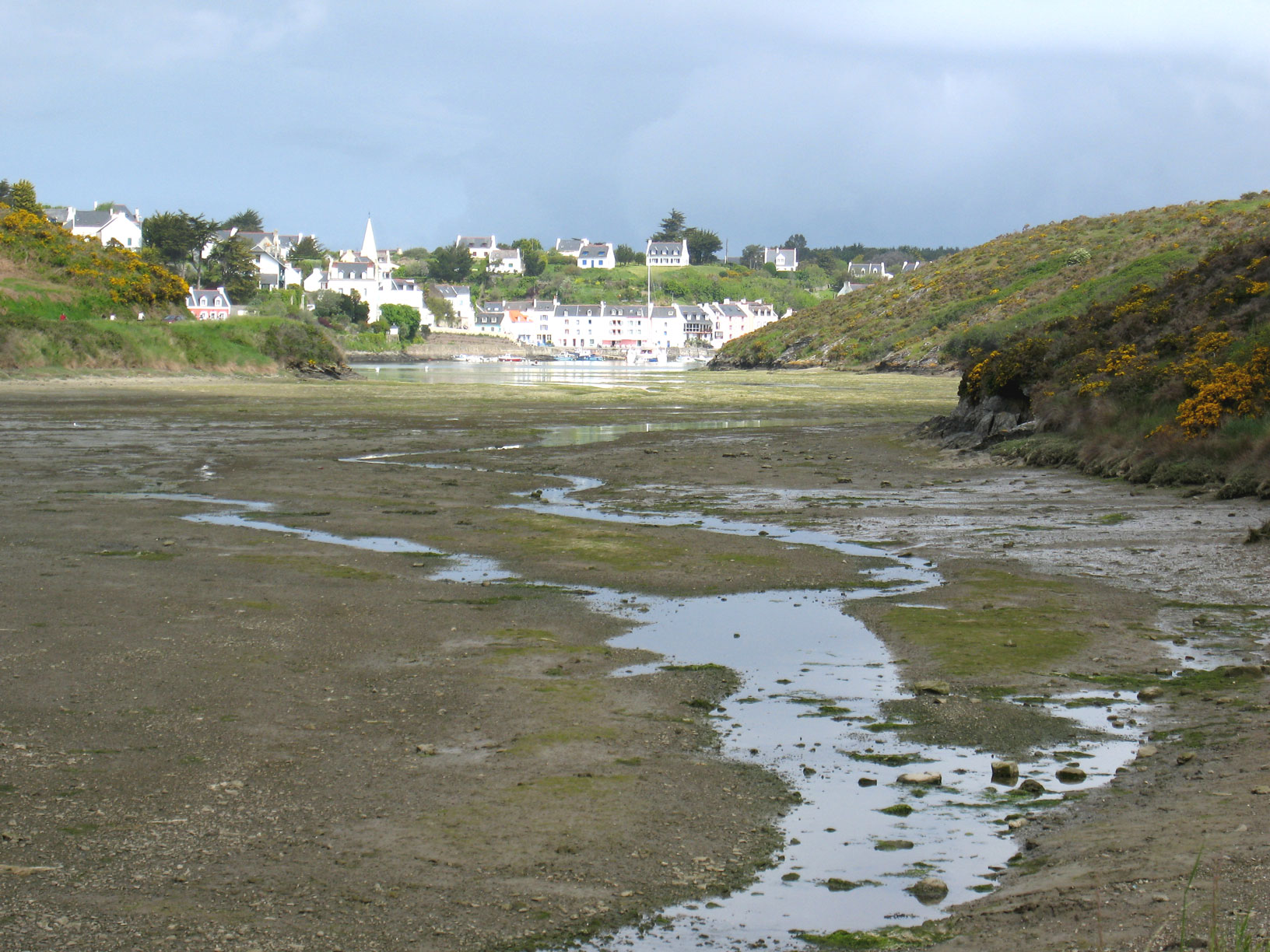
Ria de Sauzon.
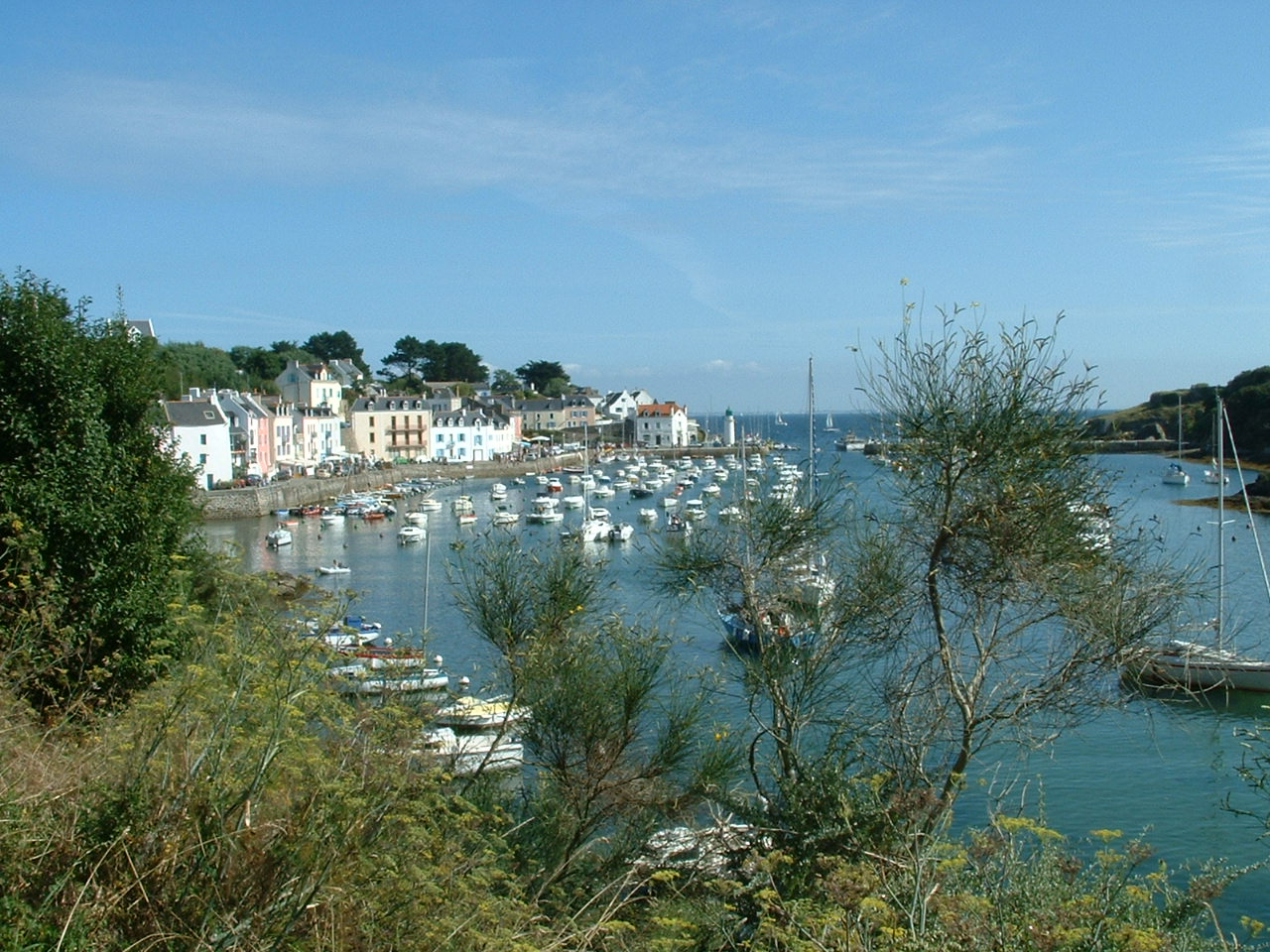
Port de Sauzon.
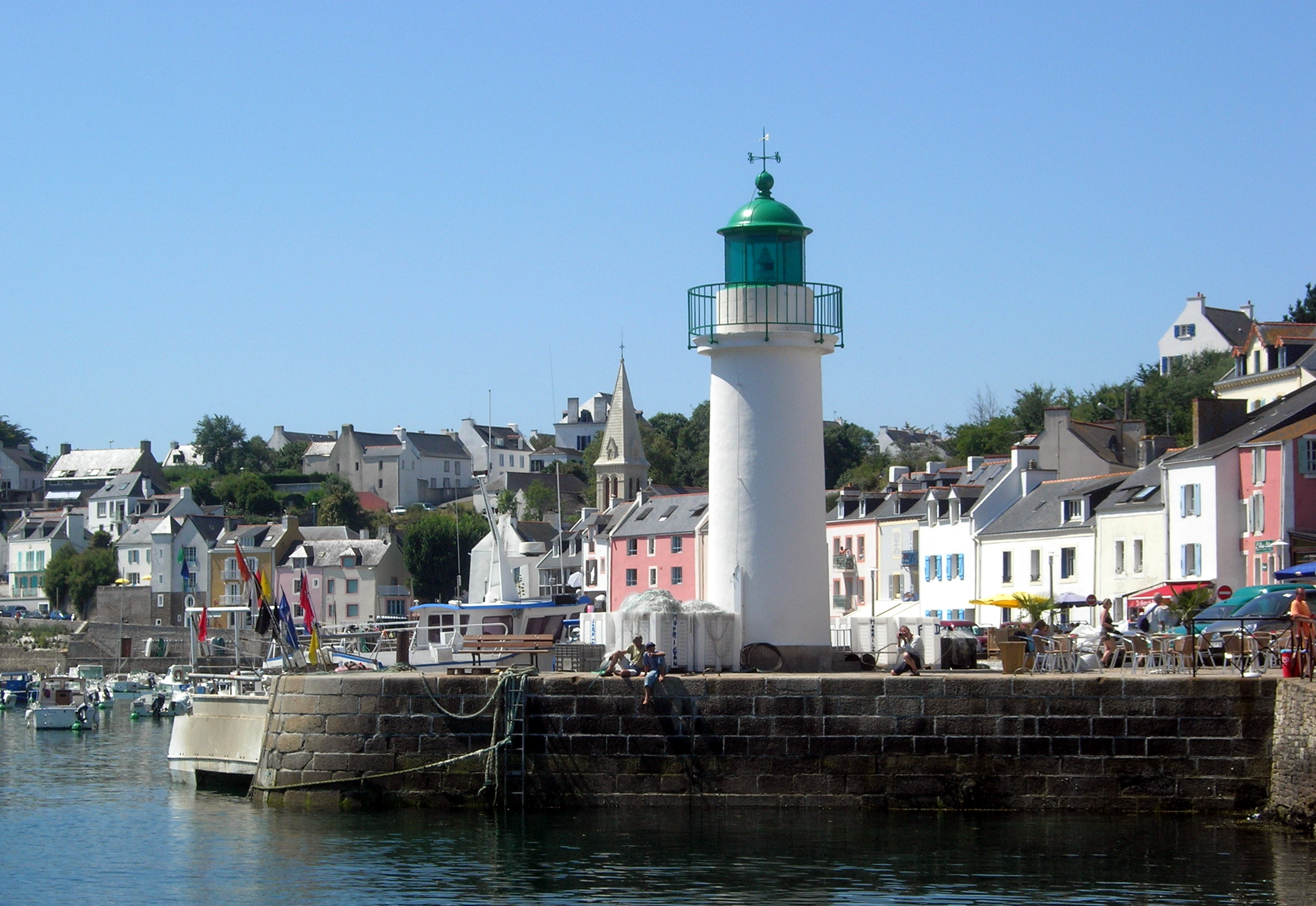
Feu de Sauzon à l'entrée du port.
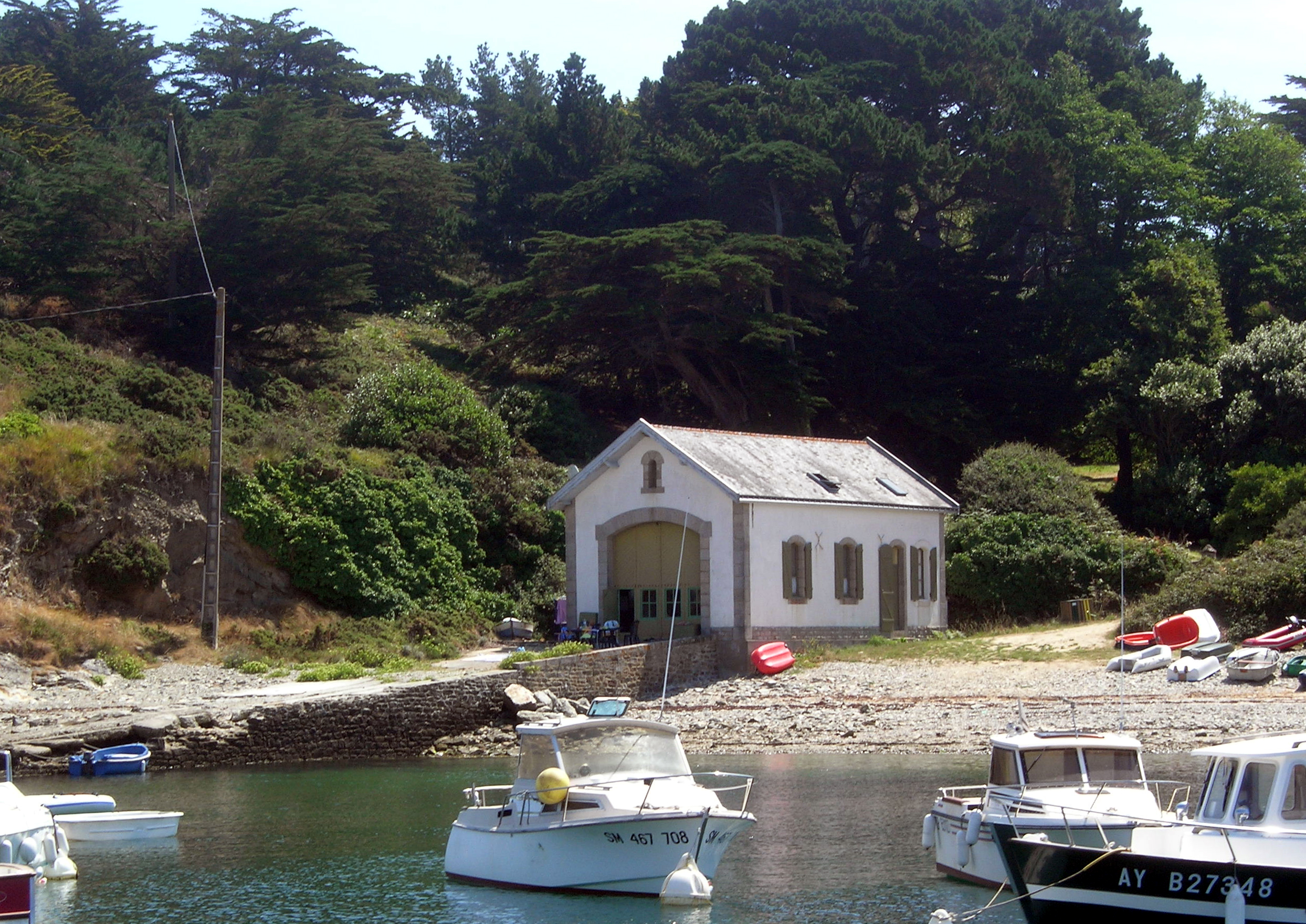
Abri de l'ancien canot de sauvetage.